# Elafebolias

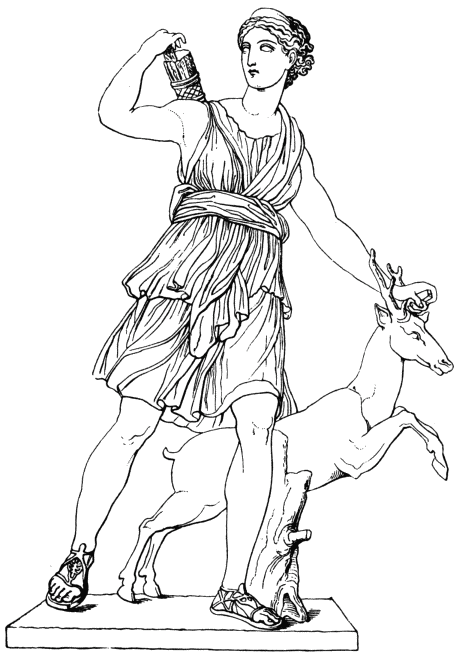
Diosa griega Artemisa

Las Elafebolias (Έλαφηβόλια) eran fiestas celebradas en honor de Artemisa por los habitantes de la Fócida. Se celebraban en memoria de una acción en la cual habían conseguido una gran ventaja sobre los Tesalios y habían debido en parte la victoria al generoso sacrificio de sus mujeres. 
Los atenienses celebraban también una fiesta del mismo nombre, y consistía en una especie de ágape con tortas amagadas con manteca, miel y sésamo que tenían la forma de ciervos.